# Papiro dello sciopero
Il cosiddetto Papiro dello sciopero (papiro 1880) è un documento amministrativo risalente alla XX dinastia egizia, durante il regno di Ramses III (1218 a.C. – 1155 a.C.), redatto in ieratico alla fine del Nuovo Regno; descrive diversi esempi di corruzione e di rivolta degli operai di Deir el-Medina, che lasciarono i lavori sulla tomba del faraone nella Valle dei Re ed effettuarono diversi assedi nella zona dei templi della Necropoli di Tebe in Cisgiordania. È il primo sciopero di cui esiste prova scritta, operato non da schiavi bensì da lavoratori.
Il papiro, ritrovato a Deir el-Medina, fa parte della collezione di papiri conservati presso il Museo Egizio di Torino, dove è giunto come parte della Collezione Drovetti. Il testo, comprendente anche alcuni disegni, è in parte danneggiato e per questo non sempre comprensibile, ma una serie di testi (presenti nel Museo egizio) completano la descrizione della condizione degli operai e descrivono conflitti e proteste. Tra questi, una lettera dello scriba Neferhotep, scritta intorno all'anno 25 del regno di Ramses III (circa quattro anni prima della scrittura del papiro), descrive quanto del loro grano è stato rubato e afferma che stanno morendo di fame.

## Avvenimenti

Recto

Il papiro fu scritto dallo scriba Amennakhte, probabilmente uno degli operai coinvolti, nell'inverno dell'anno 29 del 2º mese di Peret (il nome egiziano per la loro stagione di crescita) del regno di Ramses III, secondo alcuni nel 1170 a.C. e secondo altri nel 1166 a.C.. 
In esso si raccontano le continue lamentele dei lavoratori, artigiani altamente specializzati portati nel villaggio per lavorare in segreto sulle tombe della Valle dei Re, che non ricevevano più le razioni alimentari assegnate loro come pagamento, che era infatti effettuato in natura: grano, orzo da birra, pesce, verdure, olio e grasso oppure vestiti. I lavoratori denunciano anche la corruzione a causa della quale hanno finito le loro razioni e il furto di pietre ottenute dalla tomba dei figli di Ramesse II per costruire tombe private. Si lamentano con gli ufficiali che lavorano nel tempio di Horemheb e fanno una prima seduta dietro il tempio di Tuthmose III; poiché questi non prestano loro attenzione, si siedono nel tempio tutto il giorno, operando una sorta di sit-in. Nei giorni successivi un folto gruppo entra nel Ramesseum; lo scriba Pentawer e il capo della polizia Mentmose li aiutano: il primo consegna loro 55 pani e l'altro parla a nome loro al sindaco di Tebe, li esorta a continuare la loro protesta e procura loro la birra. Ricevono anche lo stipendio del mese precedente, ma la situazione non migliora nei mesi successivi e le denunce degli operai continuano, nonché i sit-in nei templi. Il sindaco, durante una seduta nel tempio di Merenptah, consegna loro 50 sacchi di farro come anticipo, mentre le provviste del faraone non arrivano.

## Conseguenze
Le tattiche di protesta descritte nel papiro furono ripetute periodicamente durante il resto del regno di Ramses III e in quello di altri faraoni della dinastia, arrivando a durare due intere stagioni. I funzionari non sapevano come affrontare la situazione e finirono per accogliere le richieste dei lavoratori. Altri documenti, provenienti da scritti e annotazioni su frammenti di pietra (gli ostraka), ampliano le informazioni sugli eventi e sulle successive proteste e azioni.